# Raoul VII de Beaumont-au-Maine

Armes des Beaumont : chevronné d'or et de gueules de pièces.

Raoul VII de Beaumont-au-Maine, est un vicomte du Maine. Raoul (° ~ 1070 - † ~1120/1125 : 1118 ?), fils d'Hubert II de Beaumont et d'Ermengarde fille de Guillaume Ier de Nevers, dit aussi Roscelin, vicomte de Fresnay, 1096, de Sainte-Suzanne et du Lude, 1100, de Beaumont, 1109. Il ne prend plus jamais le titre de vicomte du Maine, qui semble avoir disparu. Il est aussi nommé Raoul V (si on ne compte pas son oncle paternel Raoul Payen, et si on numérote  Raoul IV son grand-père Raoul V) ou Raoul VI (si son oncle Raoul Payen est compté, mais comme Raoul V et non pas Raoul VI) (cf. l'article Raoul II pour les distorsions dans la numérotation des vicomtes Raoul de Beaumont).  

## Généalogie
La famille de Beaumont, puis de Beaumont-Brienne, domina cette région du Maine du Xe  au  XIVe siècle.

## Biographie
Du vivant de son père, il confirme à Saint-Martin de Séez des exemptions de coutumes, 1087 ; souscrit une charte de Robert Courteheuse en faveur du Mont-Saint-Michel, 1088 ; assiste à la translation des reliques de saint Julien du Mans dans la cathédrale du Mans reconstruite, 17 octobre 1093 ; enfin, à la mort de son père, au mois de mai 1095, il renouvelle aux religieux de Saint-Vincent tous les privilèges accordés précédemment par ses ancêtres.
C'est lui, et non son oncle, Raoul Payen, vicomte de Montreveau et de Vendôme, qui, d'abord partisan du comte du Maine Élie de la Flèche dans le conflit avec les Normands, se réconcilia, en 1098, avec le duc Guillaume le Roux. L'armée du duc, raconte Orderic Vital, était venue d'Alençon à Fresnay, et s'était battue avec la garnison ; mais Raoul accourut, fit entendre au roi qu'il devait aller d'abord au Mans s'accorder avec l'évêque et le Conseil des grands, senatorum.
C'est là, dit-il, que l'on s'occupe quotidiennement et en commun des affaires publiques, et qu'on les règle avec sagesse, ibi quotidie communis de statu reipublicæ tractatus et providentia fit ; phrase qui semble bien donner la physionomie de cette commune mancelle inaugurée vers 1070 : conspiratio quam communionem vocabant (Actus pontificum Cenomannis, p. 378). Ce que décidera ce conseil, dit Raoul, nous le ferons ; mais il ne serait pas honorable pour nous de nous rendre les premiers sans combat : les petits serfs de la maison obéissent et ne commandent pas. — Guillaume le Roux goûta ce raisonnement, gagna Le Mans où le rejoignirent : Geoffroy II de Mayenne, Robert le Bourguignon et tous les grands de la province qui firent leur paix avec le roi, lui remettant leurs places. Raoul de Beaumont les imita.
Sa fondation principale fut celle de l'abbaye d'Étival-en-Charnie, consommée en 1109 en faveur de saint Alleaume pour les religieuses qu'il dirigeait et qu'il voulut confier à d'autres mains avant de mourir. Le vicomte de Beaumont appela sa sœur Godeheult à la tête du couvent. Il favorisa aussi les autres abbayes mancelles. Vers 1112, il partit pour Jérusalem, en rapporta plusieurs reliquaires, un entre autres contenant une portion de la Vraie Croix que lui remit, pour l'église de Saint-Julien, un clerc du Mans, nommé Adam, alors chanoine du Saint-Sépulcre. L'évêque Hildebert reçut ce présent le mardi de pâques 1116.
Le dernier acte de Raoul est en faveur du prieuré du Pont-Neuf, près de Beaumont, daté du 20 janvier 1131.

## Famille
Raoul VII de Beaumont-au-Maine avait épousé, entre le 24 et le 29 septembre 1095,  (?) une fille de Guy II de Laval et de Denise de Mortain - prénommée peut-être Adénor (°~1080) - et cette alliance valut à un des successeurs de Raoul l'avantage de jouir du bail du comté de Laval, en 1211. Le jour de son mariage, il ratifia la donation des églises de Juillé et du Ham à l'abbaye de Saint-Vincent du Mans.
Il eut trois fils :
- Roscelin, « le premier », qui succéda à son père ;
- Raoul, « le second », (° 1112? - † 1156?) mentionné en 1112 et 1156 ;
- Gervais, « le troisième », (° 1112?) nommé seulement une fois avec ses frères, en 1112.

et trois autres enfants :
- Godehildis de Beaumont, religieuse à La Charité ;
- Tiphaine de Beaumont, abbesse à La Charité ;
- Guillaume de Beaumont.

On remarquera qu'ailleurs les noms Raoul et Roscelin sont pris indifféremment l'un pour l'autre, tandis qu'ici ils désignent deux frères. On peut noter encore à ce sujet que le moine Paul, compilateur (en 1073) du Cartulaire de Saint-Père de Chartres, rencontrant un homme nommé tantôt Radulphus, tantôt Roscellinus, trouva cette explication : « C'est peut-être, dit-il, qu'il avait deux noms, quia binominus fuit ». Il ne connaissait donc pas la synonymie des deux noms.

## Source
- Abbé Angot, « Les vicomtes du Maine », dans Bulletin de la Commission historique et archéologique de la Mayenne, 1914, no 30, p. 180-232, 320-342, 404-424. .
- Comtes du Maine, Étienne Patou, 2007, .